# Спленектомия
Спленектомията (от старогръцки σπλήν - далак и ἐκτομή - изрязване, отрязване) - хирургична операция за отстраняване на далака. Тази процедура е наложителна при определени патологични състояния, а именно:
- патологична хипертрофична спленомегалия (увеличаване на далака);
- есенциална тромбоцитопения (идиопатична тромбоцитопенична пурпура; болест на Верлхоф);
- след травматична руптура на далака, придружена с обилна кръвозагуба;
- при прорастването на тумори от съседни органи в далака;
- при наследствена микросфероцитна анемия, защото в слезката се разрушават еритроцитите.